# Hoplitis jakovlevi
Hoplitis jakovlevi là một loài Hymenoptera trong họ Megachilidae. Loài này được Radoszkowski mô tả khoa học năm 1874.